# Zosimowa Pustyń (przystanek kolejowy)
Zosimowa Pustyń (ros. Зосимова Пустынь) – przystanek kolejowy przy miejscowościach Pożytkowo i Aleksandrowka, w rejonie narofomińskim, w obwodzie moskiewskim, w Rosji. Położony jest na linii Moskwa – Briańsk – Kijów.